# Upiór filipiński
Upiór filipiński (Emballonura alecto) – gatunek ssaka z podrodziny upiorów (Emballonurinae) w obrębie rodziny upiorowatych (Emballonuridae), występujący w południowo-wschodniej Azji; według IUCN nie jest zagrożony wyginięciem.

## Taksonomia
Gatunek po raz pierwszy zgodnie z zasadami nazewnictwa binominalnego nazwali w 1836 roku francuscy zoolodzy Joseph Fortuné Théodore Eydoux i Paul Gervais, nadając mu nazwę Vespertilio (Nycticeius) alecto. Holotyp pochodził z Manili, na Luzonie, w Filipinach, został schwytany przez jednego z autorów podczas rejsu dookoła świata korwety Favorite w latach 1830–1832.
Porównanie sekwencji genów cytochromu b pomiędzy E. alecto z Borneo a E. monticola z Tajlandii wykazało dystans genetyczny wynoszący 9,2%. Autorzy Illustrated Checklist of the Mammals of the World rozpoznają cztery podgatunki. Podstawowe dane taksonomiczne podgatunków (oprócz nominatywnego) przedstawia poniższa tabelka:
| Podgatunek         | Oryginalna nazwa                | Autor i rok opisu | Miejsce typowe                                              | Holotyp                        |
| ------------------ | ------------------------------- | ----------------- | ----------------------------------------------------------- | ------------------------------ |
| E. a. anambensis   | Emballonura anambensis          | G.S. Miller, 1900 | Pulau Mubur, Wyspy Anambas, Wyspy Riau, Indonezja           | Dorosła samica (USNM 101716)   |
| E. a. palawanensis | Emballonura alecto palawanensis | E.H. Taylor, 1934 | Wzdłuż rzeki Iwahig u podnóża Thumb Peak, Palawan, Filipiny | Dorosła samica (AMNH 241780)   |
| E. a. rivalis      | Emballonura monticola rivalis   | O. Thomas, 1915   | Bida, Sarawak, Borneo                                       | Dorosły samiec (BMNH 3.11.2.2) |

### Etymologia
- Emballonura: gr. έμβάλλω emballō „rzucać się”; ουρα oura „ogon”[16].
- alecto: w mitologii greckiej Alekto (gr. Ἀληκτω Alēktõ, łac. Alecto) to jedna z trzech Erynii, zwykle przedstawiana ubrana na czarno, z głową owiniętą wężami i skrzydłami nietoperza, sprowadzająca zarazę, wojnę i zemstę[17].
- anambensis:  Wyspy Anambas, Indonezja[18].
- palawanensis: Palawan, Filipiny[19].
- rivalis: łac. rivalis „z potoku”, od rivus „potok, strumień”[20].

## Zasięg występowania
Upiór filipiński występuje w południowo-wschodniej Azji, zamieszkując w zależności od podgatunku:
- E. alecto alecto – Filipiny (z wyjątkiem Palawanu), Wyspy Talaud, Celebes, Wyspy Togian, Wyspy Banggai (Peleng), Wyspy Raja Ampat (Gag) i Moluki (Wyspy Sula, Seram, Ambon, Gorong, Wyspy Tanimbar i Wyspy Kai).
- E. alecto anambensis – Natuna Besar.
- E. alecto palawanensis – Palawan i Balabac, Filipiny.
- E. alecto rivalis – Borneo i okoliczne wyspy (w tym Wyspy Anambas, Pelapis i Wyspy Karimata).

## Morfologia
Długość ciała (bez ogona) 46,3–48,5 mm, długość ogona 11,6–17,4 mm, długość ucha 12–13 mm, długość tylnej stopy 7–10 mm, długość przedramienia 43,1–18,3 mm; masa ciała 4,5–7 g. Grzbiet upiora filipińskiego jest jednolicie ciemnobrązowy do czerwonawobrązowego. Nietoperz ten ma stosunkowo duże oczy. Pomiędzy P1 i P2 występuje mała przerwa (diastema). Długość kondylobazalna czaszki wynosi 13,3–14,2 mm, długość  od kłykcia do kła wynosi 12,5–13,4 mm oraz długość od pierwszego kła do ostatniego zęba trzonowego wynosi 5–5,8 mm. Emballonura ma tę samą formułę zębową co Paremballonura i Mosia; wzór zębowy: I {\displaystyle {\tfrac {2}{3}}} C {\displaystyle {\tfrac {1}{1}}} P {\displaystyle {\tfrac {2}{2}}} M {\displaystyle {\tfrac {3}{3}}} = 34. Ten wzór zębowy nie występuje w żadnym innym rodzaju upiorowatych.

## Ekologia
Upiory filipińskie zamieszkują pierwotne i wtórne nizinne wilgotne lasy tropikalne (450 m n.p.m. i poniżej). W 1967 roku schwytano okazy z góry Mambajao na wyspie Camiguin na wysokości około 400–1000 m n.p.m. Prowadzą zmierzchowy tryb życia i gnieżdżą się w wejściach do jaskiń, w tym w płytkich jaskiniach i szczelinach skalnych, a także pod nasypami ziemnymi i przyporami powalonych pni drzew. Na żer wylatują w strefach głębokiego cienia lasu na długo przed zachodem słońca. Upiory filipińskie mogą występować w koloniach kawalerskich i grupach mieszanych, liczących do 20 osobników. Mogą gnieździć się w jaskiniach z wieloma innymi gatunkami nietoperzy, w tym upiorem górskim (E. monticola), płatkonosem płowym (Hipposideros cervinus) i podkasańcem nowokaledońskim (Miniopterus macrocneme).
Upiory filipińskie są entomofagami.
Pełny cykl lęgowy upiorów filipińskich jest słabo poznany; ciężarne samice odnotowano w kwietniu (jedna samica (8 g) z pojedynczym zarodkiem (20 mm)) i czerwcu na Filipinach.

## Status zagrożenia i ochrona
W Czerwonej księdze gatunków zagrożonych Międzynarodowej Unii Ochrony Przyrody i Jej Zasobów został zaliczony do kategorii LC (ang. Least Concern „najmniejszej troski”). Upiór filipiński ma szeroki zasięg występowania, może być lokalnie pospolity i przypuszczalnie jego populacja jest liczna (choć liczebność populacji nie została dotychczas oszacowana), wykazując pewną tolerancję na zmodyfikowane siedliska. Mimo że jego populacje zmniejszają się z powodu wylesiania w niektórych częściach jego zasięgu, jest mało prawdopodobne, aby działo się to w tempie wymaganym do umieszczenia go w wyższej kategorii zagrożenia. Potencjalnymi zagrożeniami są wylesianie siedlisk i różnorodna działalność człowieka (wydobywanie wapienia i guana, niepokojenie kolonii lęgowych w jaskiniach).